# Macbeth (film 1916)
Macbeth è un film muto del 1916 diretto da John Emerson che aveva come assistente Erich von Stroheim.
Adattamento del dramma di Shakespeare, il film - prodotto da D. W. Griffith - aveva come direttori della fotografia Victor Fleming e George W. Hill mentre la sceneggiatura era firmata dallo stesso Emerson e dalla moglie Anita Loos, una delle sceneggiatrici più famose di Hollywood. Macbeth e Lady Macbeth erano interpretati da Herbert Beerbohm Tree e da Constance Collier, entrambi famosi attori teatrali. Fu la settima versione cinematografica di Macbeth, una delle otto girate all'epoca del muto.
In una parte di stuntman, nel film - che attualmente viene considerato presumibilmente perduto - appare Monte Blue, agli inizi della carriera.

## Produzione
Il film fu prodotto dalla Reliance Film Company.
Venne girato nei Fine Arts Studios, al 4516 di Sunset Blvd., a Hollywood.

## Distribuzione
Distribuito dalla Triangle Distributing, il film uscì nelle sale cinematografiche statunitensi il 4 giugno 1916.